# 구성 파일

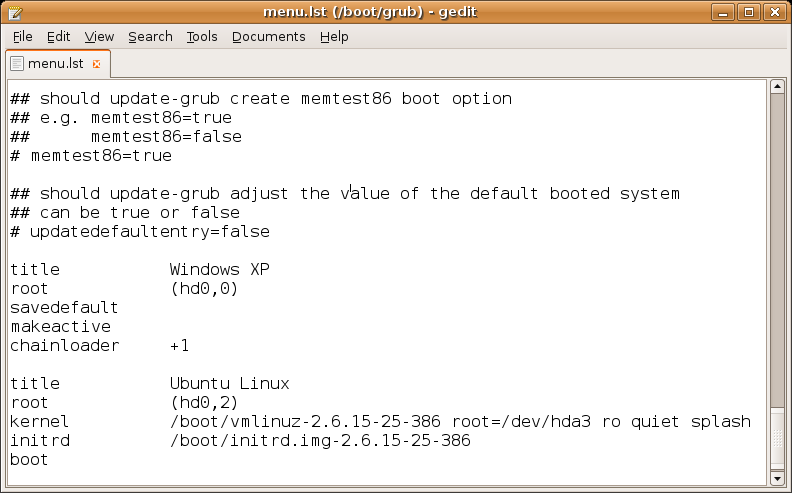
편집 중인 GNU GRUB의 구성 파일.

컴퓨팅에서 구성 파일(Configuration file) 또는 콘피그 파일(config file)은 일부 컴퓨터 프로그램의 매개변수와 초기 설정을 구성하기 위해 사용되는 파일이다. 이것들은 사용자 응용 소프트웨어, 서버 프로세스, 운영체제 설정에 사용된다.
일부 애플리케이션들은 자신들의 구성 파일의 문법을 생성, 수정, 확인하는 도구들을 제공한다.

## 비교
| 포맷 | 포맷 사양 | 주석 허용 | 신택스 타이핑 |
| ---- | --------- | --------- | ------------- |
| CUE  | 예        | 예        | 예            |
| INI  | 아니요    | 예        | 아니오        |
| JSON | 예        | 아니요    | 예            |
| TOML | 예        | 예        | 예            |
| YAML | 예        | 예        | 예            |
| XML  | 예        | 예        | 아니오        |

## 같이 보기
- .properties
- JSON
- INI 파일
- JSON
- TOML
- YAML